# Colletia ulicina
Colletia ulicina är en brakvedsväxtart som beskrevs av John Gillies och Hook.. Colletia ulicina ingår i släktet Colletia och familjen brakvedsväxter. Inga underarter finns listade i Catalogue of Life.